# 香奈
香奈（Kana）是日本的摇滚歌手、毛绒玩具设计师、时装设计师、插画家及模特。香奈是哥特萝莉时尚的代表人物，她的音乐作品围绕桃心、草莓、兔玩偶等哥特萝莉元素，展露出鲜明的个人特点。

## 简介
香奈在20世纪90年代便开始了音乐活动，但直到2000年9月才在Imperial Records下发行了首张单曲《蛇苺》。单曲大受欢迎，香奈趁势又推出了《血まめ》和《空中舞乱孤》两张单曲，并在2001年的9月发行了首张专辑《動物的人間》。唱片的词曲、装帧、PV、造型设计均由香奈包办。香奈独特的时尚视野赢得了2001年创刊的哥特萝莉时尚杂志《Gothic & Lolita Bible》的青睐，她从此经常以模特身份出现在这本杂志上。
2002年和2003年，香奈分别推出了第二张专辑《機械的人間》和首张迷你专辑《人間的人間》，完成了她在Imperial Records旗下的“人間三部曲”。从2005年第三张专辑《スペード 》（Spade，桃心）起，香奈的唱片移至自己的厂牌“香奈苺舎”发行。与此同时，香奈在“香奈苺舎”下也开始经营起自己的设计，《スペード 》封面中出现的毛绒兔及其他手工饰物陆续上架销售。
随后，香奈的活动开始向海外扩展。2006年10月，香奈在法国巴黎举办了第一次海外演出。2007年2月～3月，第一次欧洲巡演展开，遍及法国、瑞典、芬兰、德国。2007年7月，香奈再度回到法国巴黎，举行了第四张专辑《月の兎》的发行演出。此时，她已经将艺名更为“MOON 香奈”。《月の兎》在欧洲大受欢迎，香奈随之在12月展开了名为“Bunny Tour”的欧洲巡演，涉足英国、法国、芬兰、瑞典、西班牙五国。2008年2月，香奈还来到了泰国，在曼谷的一次动漫展上做了演出。伴随《月の兎》的发行，香奈苺舎下的毛绒兔种类越来越多，并且随着香奈的足迹一起打开了海外市场。
2010年4月，香奈发行了第五张专辑《MOON DRAGON》并且首次来到美国，在洛杉矶进行了演出。7月，香奈回到了巴黎，举办了一次签名会。7月底，香奈还在德国波恩举办了一连两天的演出，并在8月1日出席了当地举办的AnimagiC动漫展。

## 音乐作品

### 专辑
[2001.09.21] 動物的人間 
1. れいんぼぉ－人間式－
2. 蛇苺
3. かび
4. 乳
5. とらぼるた
6. 血まめ
7. 樹液
8. 森
9. 空中舞乱孤
10. つの
11. 大地
12. 桃－芽がはえた式－

[2002.09.26] 機械的人間 
1. 蝋の国
2. すず
3. 黒砂糖
4. 鉄くず
5. まばたき
6. 安全ピン
7. しっぽ
8. 都
9. 鍵
10. 血みどろ
11. ティロリン
12. 猫たん
13. 獣
14. 虫なき月夜

[2005.02.02] スペード 
1. トランプゲーム
2. 使者
3. 蜘蛛の毒
4. ぬいぐるみ
5. ロリィタ
6. メイド
7. 舞踏会
8. 世界になる羽根は。。。
9. すずらん
10. めろん
11. The Curtain Rises

[2007.07.03] 月の兎 
1. Chocolat
2. Picnic
3. MOON WINGS
4. ドラゴン
5. 兎
6. 夢の国
7. Lapin
8. 天空
9. 月代
10. Moon Wings～翼の光 Version～

[2010.03.27] MOON DRAGON
1. 光のテガミ
2. 月兜
3. 星の翼
4. 龍神
5. スター★ティアズ
6. BUNNY DRAGON
7. 猫ぱんち
8. ドラゴン祭り
9. 月の桜
10. Moon Wings ～ドラゴンの光 Version～

### 迷你专辑
[2003.07.23] 人間的人間 
1. はだか
2. 炎
3. 宇宙服
4. 記号
5. ハート
6. 土星国
7. 月の冠

### 单曲
[2000.09.21] 蛇苺 
1. 蛇苺
2. きば
3. 釘
4. 羽虫 －ゴミ箱式－

[2001.02.21] 血まめ 
1. 血まめ
2. 骨
3. 桃
4. 羽虫 －軟骨式－

[2001.05.23] 空中舞乱孤 
1. 空中舞乱孤
2. 毛だま
3. 月の翼
4. 羽虫 －天龍式－

[2001.11.21] 肉 
1. 肉
2. 缶詰
3. れいんぼぉ－動物式－

[2002.07.24] 安全ピン
1. 安全ピン
2. パピちゃん
3. 砂嵐
4. 羽化 ―ココロ式―